# Narodni parki Tanzanije
Tanzanija vsebuje približno 20 odstotkov vrst afriške populacije velikih sesalcev, ki jih najdemo v njenih rezervatih, zavarovanih območjih, morskih parkih in 17 narodnih parkih, ki se razprostirajo na površini več kot 42.000 kvadratnih kilometrov in tvorijo približno 38 % ozemlja države. Viri divjih živali v Tanzaniji so opisani kot »brez primerjave v Afriki« in »glavna država za opazovanje živali«. Narodni park Serengeti, drugo največje območje narodnega parka v državi s 14.763 kvadratnih kilometrov, je v severni Tanzaniji in je znan po svojih obsežnih selitvenih čredah gnujev in zeber, hkrati pa ima sloves enega od velikih naravnih čudes sveta. Zavarovano območje Ngorongoro, ustanovljeno leta 1959, je na Unescovem seznamu svetovne dediščine in ga naseljujejo Masaji. Njegov krater Ngorongoro je največja nedotaknjena kaldera na svetu.
Narodni parki so tudi del mokrišč Tanzanije. Divje živali so ponavadi bližje mokriščem, zlasti vodoljubne vrste, kot so povodni konj, močvirska antilopa, svinja bradavičarka, slon, krokodil, sitatunga, pa tudi vodne ptice, kot so plamenci in race.

## Ozadje
Od kolonialne dobe je bilo varovanje divjih živali v Tanzaniji v pristojnosti vlade. V skladu s to strukturo je bila uporaba virov prostoživečih živali s strani lokalnih skupnosti vedno omejujoča, kar je povzročalo večjo revščino na podeželju in krivolov. V zadnjih letih je uprava za narodne parke Tanzanije (TANAPA) sprožila korektivne ukrepe za vključitev lokalne skupnosti v prizadevanja za ohranjanje, ki so namenjena prispevanju k lokalnim gospodarstvom s pravično delitvijo koristi.
Viri prosto živečih živali v Tanzaniji zagotavljajo letni dohodek v višini 30 milijonov USD v državni blagajni in prihodek v višini 9 milijonov USD kot prihodek od lizinških družb. Nezakonit lov je ocenjen na 50 milijonov ameriških dolarjev. V 1990-ih je prišlo do izvoza 1,68 milijona ptic, 523.000 plazilcev, 12.000 sesalcev in 148.000 dvoživk, poleg tega pa se je turizem, povezan z divjimi živalmi, povečal za približno 30 %. Ribiški viri so tudi bogato prispevali k izvoznim prihodkom države z vrednostjo izvoza v višini 130 milijonov ameriških dolarjev iz leta 2003, pri čemer je izvoz nilskega ostriža predstavljal večji delež v višini 100 milijonov ameriških dolarjev.

## Narodni parki
Tanzanijske divje živali, ki jih označujejo kot »najboljše safari izkušnje in spektakel divjih živali, ki jih ne najdemo drugje na planetu«, imajo 40 narodnih parkov in rezervatov za divjad. Obstaja 17 narodnih parkov, ki pokrivajo skupno površino 42.235 kvadratnih kilometrov. Ti parki so naslednji:
1. Narodni park Aruša (552 km²)
2. Narodni park Gombe Stream (52 km²)
3. Narodni park Jozani Chwaka Bay (50 km²)
4. Narodni park Katavi (4.471 km²)
5. Narodni park Kilimandžaro (1.668 km²)
6. Narodni park Kitulo (413 km²)
7. Narodni park gorovja Mahale (1.613 km²)
8. Narodni park jezera Manyara (330 km²)
9. Narodni park Mikumi (3.230 km²)
10. Narodni park Mkomazi (3.245 km²)
11. Narodni park Ruaha (20.226 km²)
12. Narodni park otoka Rubondo (457 km²)
13. Narodni park Saadani (1.062 km²)
14. Narodni park otoka Saanane (2,18 km²)
15. Narodni park Serengeti (14.763 km²)
16. Narodni park Tarangire (2.850 km²)
17. Narodni park gorovja Udzungwa (1990 km2).

### Narodni park Aruša
Narodni park Aruša se razprostira na površini 552 kvadratnih kilometrov. Je znotraj rečnega, jezerskega in brakičnega mokrišča. Obsega gorske gozdove in alpske puščave gore Meru, pete najvišje gore v Afriki s 4566 metri. Park ima tudi močvirna območja, valovite travnate griče in gozdnate savane. V parku so krater Ngurdoto, jezera Momela in eden od izvirov reke Pangani. Divje živali in ptice, o katerih poročajo v parku, so afriški savanski slon, afriški leopard, elipsasta obvodna antilopa (Kobus ellipsiprymnus), lisasta hijena, žirafa, diademska zamorska mačka, črno-beli kolobus, sadjejedi, trogoni, kafrski bivol, svinja bradavičarka, antilope in baklasta lilija kniphofia. Na območjih jezer so v velikem številu koncentrirane tudi vodne ptice, zlasti plamenci. Park je blizu mesta Aruša, mednarodno letališče Kilimanjaro pa je oddaljeno 60 kilometrov.

### Narodni park Gombe Stream
Drugi najmanjši narodni park v Tanzaniji je narodni park Gombe Stream, ki pokriva površino le 52 kvadratnih kilometrov. Njegovo naravno topografijo sestavljajo strma pobočja hribov, rečne doline in peščene severne obale jezera Tanganjika. Odmaka ga reka Gombe. Dostop do parka je možen samo s plovili iz Kigome.
Slavne živali v parku so večinoma primati, vključno s šimpanzi, savanski pavijan, črnolična belonosa zamorska mačka (Cercopithecus ascanius) in rdeči kolobus. Park je mesto stalne študije vedenja šimpanzov Jane Goodall, ki se je začela leta 1960. Študija je poročala o 150 posameznikih, ki poznajo ljudi.
Park ima bogato ptičje življenje z 200 prijavljenimi vrstami ptic, vključno z afriškim jezercem (Haliaeetus vocifer) in rdečevrati ščinkavec (Hypargos niveoguttatus).

### Narodni park Jozani Chwaka Bay
Narodni park Jozani Chwaka Bay je 50 km² velik narodni park v Tanzaniji na otoku Zanzibar. To je edini narodni park na Zanzibarju.
Po podatkih Mednarodne zveze za varstvo narave in naravnih virov območje parka zavzema "največjo preostalo sestoj skoraj naravnega gozda na Zanzibarju." Gozd sloni na morski terasi iz apnenčastega grebena.

### Narodni park Katavi
Narodni park Katavi s površino 4471 kvadratnih kilometrov je tretji največji narodni park Tanzanije na oddaljenem jugozahodu države.  Njegovo geografsko okolje je v okrnjenem kraku vzhodnoafriškega tektonskega jarka, ki se konča v jezeru Rukwa. Je sestavni del ekosistema rečnega in palustrinskega mokrišča. Reka Katuma in z njimi povezana poplavna območja, močvirna jezera in gozdovi bravhystegije so del njenega habitata. Eland, Črna grivasta antilopa (Hippotragus niger) in konjska antilopa (Hippotragus equinus) so številni, njena močvirna jezera pa imajo najgostejšo populacijo povodnega konja in nilskega krokodila v Tanzaniji. Slon, lev, lisasta hijena, afriški bivol, žirafa, zebra, impala in trstična antilopa so pogosti v sušnem obdobju.

### Narodni park Kilimandžaro
Kot pove že ime, gora Kilimandžaro daje ime parku. To je najvišja gora v Afriki s 5895 metri in je tudi najvišja prostostoječa gora na svetu. Park ponuja podnebno svetovno turnejo, od tropov do Arktike. Vegetacija v parku vključuje goste gorske gozdove, mahove in lišaje ter velikanske lobelije. Park, ustanovljen leta 1977, obsega površino 1668 kvadratnih kilometrov in je znotraj rečnega in palustrinskega ekosistema. Divje živali vključujejo slona, leoparda, afriškega bivola, ogroženega Abbottovega duikerja (Cephalophus spadix) ter druge majhne antilope in primate. V tem parku skorajda ni ogledov živali. Vendar pa je priljubljen za alpinistične odprave, da se povzpnejo na vulkanske stožce Kibo, ki ima več ostankov ledenikov, in Mawenzi ter opazovanje afro-montanskega barjanskega habitata. Je eden najbolj obiskanih parkov v Tanzaniji. Občina Moshi je blizu več vhodov v park in je 128 kilometrov vzhodno od večjega mesta Aruša.

### Narodni park Kitulo
Narodni park Kitulo ima površino 413 kvadratnih kilometrov na planoti Kitulo - lokalno ime Bustani ya Mungu, kar pomeni "božji vrt" - v južni Tanzaniji. Gorsko travinje z bogatimi vodnimi viri je na nadmorski višini približno 2600 metrov. Obrobljen je z razgibanimi vrhovi gorovja Kipengere, Poroto in Livingstone in ima vulkansko zemljo, odmaka pa ga reka Ruaha. Zaradi bogatega cvetličnega obilja je park urejeno območje. Divjih živali je malo in večinoma gorski trsnik in eland. Ornitologi zelo pogosto opazujejo ptičje življenje in ga sestavljajo predvsem kafrska droplja (Neotis denhami), ogrožena modra lastovka (Hirundo atrocaerulea), Euplectes psammacromius, Cisticola njombe in Crithagra melanochroa. Druge endemične vrste divjih živali sestavljajo metulji, kameleoni, kuščarji in žabe. Sedež parka je v Matambi znotraj parka, ki je 100 kilometrov od mesta Mbeya.

### Narodni park gorovja Mahale
Narodni park gorovja Mahale, poleg narodnega parka Gombe Stream, je na obali Tanganjiškega jezera z razvodjem, ki obsega bogato gozdnato gorovje Mahale z vrhovi, ki so visoki do 2000 m nad obalo jezera. Vrh Nkungwe (2460 metrov) je najvišja gora v parku v območju Mahale, ki jo častijo lokalni ljudje Tongwe. Je na oddaljenem in težko dostopnem območju, park se razprostira na površini 1613 kvadratnih kilometrov. Med divjimi živalmi, ki jih najdemo tukaj, so šimpanzi zvezdniška atrakcija s poročano populacijo okoli 800. Drugi primati, ki jih najdemo v velikem številu, so rdeči kolobus, črnolična belonosa zamorska mačka in diademska zamorska mačka. Neonesnaženo jezero s čisto vodo, drugo najgloblje jezero v Tanzaniji, ima kar 1000 vrst rib.

### Narodni park jezera Manyara
Narodni park jezera Manyara, ki obsega območje 330 kvadratnih kilometrov, vključuje 200 kvadratnih kilometrov (pri visokem vodostaju) jezera Manyara, alkalnega jezera, pod 600 metrov visoke riftne doline; Ernest Hemingway je to jezero označil za »najlepše, kar sem jih videl v Afriki«. Geografijo parka tvorijo nazobčani modri vulkanski vrhovi, ki se dvigajo iz obsežnih masajskih step. Leži znotraj rečnega in palustrinskega mokrišča. Videne divje živali so tropi pavijanov, diademska zamorska mačka, antilopa Tragelaphus scriptus, žirafe, levi, ki plezajo po drevesih, eskadrilje progaste manguste (Mungos mungo), Kirkov dik-dik in pari antilop Oreotragus oreotragus. Sloni, ki so bili v 1980-ih zaradi krivolova bližje izumrtju, so zdaj dobro ohranjeni. V parku je zabeleženih 400 vrst ptic in vsak dan jih je mogoče opaziti vsaj 100 – veliko število plamencev, vodnih ptic kot so pelikani, kormorani in štorklje. Vhodna vrata v park so 126 kilometrov zahodno od Aruše od Mto wa Mbu, etničnega mesta. Park je povezan tudi s čarterskimi ali rednimi leti iz Aruše preko Serengetija in kraterja Ngorongoro. Dejavnosti v parku se nanašajo na "vožnje s kanuji, gorsko kolesarjenje, hojo in spuščanje po vrvi". Leži se med Viktorijinim jezerom in cesto Aruša-Dodoma.

### Narodni park Mikumi
Narodni park Mikumi pokriva površino 3230 kvadratnih kilometrov (četrti največji park v državi) v 75.000 kvadratnimi kilometri divjine, ki se razteza na vzhod, blizu Indijskega oceana. Na severu meji na rezervat za divjad Selous, ki je največji tovrstni rezervat v Afriki. Habitat obsega poplavno ravnico Mkata, obsežne travnate ravnice z reko Mkata, ki teče skozi park in miombo gozdno vznožje gora. Leži znotraj rečnega in palustrinskega mokrišča. Živalsko življenje sestavljajo črede zeber, levi, gnuji, impale, črede bivolov, žirafe, elandi, kudu, črna grivasta antilopa in povodni konji v vodnih ribnikih (5 kilometrov  severno od glavnih vhodnih vrat. Videti je tudi antilope in slone. Zabeleženih vrst ptic je 400, in sicer lastovičja zlatovranka (Coracias caudatus), rumenovrata pastirica (Macronyx croceus) in glumaški orel (Terathopius ecaudatus). Povezan je z 283 kilometri dolgo cesto iz Dar es Salaama, prek rezervata Selous, Ruahe, Udzungwa in Katavija.

### Narodni park Mkomazi
Narodni park Mkomazi leži v severovzhodni Tanzaniji na kenijski meji, v regiji Kilimandžaro in regiji Tanga. Ustanovljen je bil kot rezervat za divjad leta 1951 in nadgrajen v narodni park leta 2006.
Park obsega več kot 3234 kvadratnih kilometrov, v njem prevladuje vegetacija akacija-comifora; meji na kenijski narodni park Tsavo West. Območje, ki se običajno imenuje Mkomazi, je pravzaprav združitev dveh prejšnjih rezervatov divjadi, rezervata Umba na vzhodu (v okrožju Lushoto, regija Tanga) in rezervata za divjad Mkomazi na zahodu (v istem okrožju, regija Kilimandžaro); v vladnih dokumentih se včasih imenuje rezervat za divjad Mkomazi-Umba. Od obeh je Mkomazi večji in ima večjo raznolikost reliefa in habitata ter daljšo skupno mejo z narodnim parkom Tsavo West..

### Narodni park Ruaha
Narodni park Ruaha je največji narodni park Tanzanije, ki pokriva 20.226 kvadratnih kilometrov. Ima razgibano, polsušno grmovje, značilno za osrednjo Tanzanijo. Reka Ruaha teče skozi park in v deževnem obdobju poplavlja, sicer pa ostaja kratkotrajen potok z ribniki, peskom in skalnato strugo ter bregovi. Park vključuje obsežen rečni in palustrinski mokriški ekosistem na ravnici Usangu. V parku je veliko odprtih travnikov in akacijevih savan. Po poročanju naj bi bilo 10.000 slonov, zeber, žiraf, impal, močvirskih in drugih antilop, gepardov, črtastih in lisastih hijen, črne grivaste antilope in konjske antilope, veliki kudu z zavitimi rogovi (Tragelaphus strepsiceros) (kar je emblem parka). Med prijavljenimi 450 vrstami ptic so izjemne Trachyphonus vaillantii, endemiti, kot sta Agapornis personatus in škorec Lamprotornis unicolor. Leži se 128 km zahodno od Iringe. (p 20-21)

### Narodni park otoka Rubondo
Narodni park otoka Rubondo je otoški park s površino 457 kvadratnih kilometrov. Leži v severozahodni Tanzaniji, 150 kilometrov zahodno od Mwanze. Vključuje devet manjših otokov. Je v jezerskem mokriščnem ekosistemu na obali Viktorijinega jezera. Poznan kot "vodna čudežna dežela", je gojišče rib tilapija, rumeno lisaste vidre in nilskega ostriža (težki do 100 kilogramov) so nekatere od posebnih vrst.
V tem odmaknjenem in težko dostopnem parku je veliko vrst sesalcev in jih sestavljajo avtohtone vrste povodnih konj, zamorskih mačk, ženete in mungi, ki sobivajo z vnesenimi vrstami šimpanzov, črno-belim kolobusom, slonom in žirafo, antilop, kosmata vodna sitatunga. V bližini zaliva so vidni ribji orli in tudi krokodili.

### Narodni park Saadani
Narodni park Saadani, rezervat divjadi od 1960-ih, je bil leta 2002 razglašen za narodni park, pokriva površino 1062 kvadratnih kilometrov, vključno z nekdanjim območjem ranča Mkwaja, reko Wami in gozdom Zaraninge. To je edini park v vzhodni Afriki z obalo Indijskega oceana. To je 13. narodni park Tanzanije. Živali se lahko kopajo ob obalah Indijskega oceana. Preden je bil razglašen za narodni park, ga je vzdrževal Svetovni sklad za naravo (WWF) z namenom ohraniti zadnji obalni deževni gozd v državi. Med letoma 1952 in 2000 so ga vodili tudi kot živinorejski ranč.[28][29] Na obalnem delu parka so bile ustanovljene tudi lovske koče, ki so skrbele za ljudi, ki so prihajali sem zaradi lova na divjad in da bi se oddaljili od živahnega življenja v Dare es Salam.
Podnebje v tem parku ob morski obali je vroče in vlažno. Morska in celinska favna  obsega 30 vrst velikih sesalcev, plazilcev in ptic; sloni, črno-bele opice kolobus in črna grivasta antilopa so nekatere od kopenskih vrst, medtem ko so opažene morske ali obalne vrste številne vrste rib, orjaška črepaha (Chelonia mydas), ki gnezdi na plažah, delfini (pomboo) in kit grbavec (nyangumi).

### Narodni park otoka Saanane
Narodni park otoka Saanane je tanzanijski narodni park v Mwanziju. Park je na otoku v Viktorijinem jezeru in je dosegljiv s čolnom iz pisarne TANAPA na Capri Pointu v mestu Mwanza  Ime je dobil po lokalnem kmetu in ribiču Mzee Saanane Chavandi.

### Narodni park Serengeti
Narodni park Serengeti je najstarejši in najbolj priljubljen narodni park, ki je bil ustanovljen leta 1951, s površino 14.763 kvadratnih kilometrov. Za habitat, ki ga omejuje Kenija in na zahodu meji Viktorijino jezero, so značilne obsežne ravnice, savana, gozdnati hribi, veliki termitnjaki, reke in akacijevi gozdovi. Spektakularne divje živali, ki so bile priča v parku, se na splošno nanašajo na veliko migracijo gnujev, kjer milijon gnujev išče zelene površine po valovitih ravnicah Serengetija v Tanzaniji in Masai Mari v Keniji. Včasih jih vidimo v 40 kvadratnih kilometrov dolgih kolonah, ki se selijo čez reke proti severu na razdalji 1000 kilometrov, potem ko so preživeli tri tedne parjenja in skotili 8000 telet na dan. To ustvarjanje migracij in življenjskega cikla je vsakoletna značilnost parka. Ta selitev je v sozvočju z 200.000 zebrami in 300.000 Thomsonovimi gazelami, ki iščejo pašnike, primerno opisano kot »šest milijonov kopit teče po odprtih ravnicah«. Drugi sesalci, ki jih lahko vidite tukaj, so bivoli, sloni, žirafe, veliko število elandov, topijwv, kongoni, impale in Grantove gazele. Plenilci, ki naseljujejo park, so levi, leopardi, šakali, lisaste hijene, skalni zajci in mačke serval. Med plazilce spadajo kuščarji agama in krokodili. Zabeleženih je več kot 500 vrst ptic, med katerimi sta noj in ptič tajnik. Poročajo tudi o 100 vrstah hrošča govnača.

### Narodni park Tarangire
Narodni park Tarangire je šesti največji narodni park v Tanzaniji, poimenovan po reki Tarangire, ki teče skozi park in je trajna reka, ki zagotavlja vodo tako ljudem kot živalim tudi v sušnem obdobju. Ima površino 2850 kvadratnih kilometrov jugovzhodno od jezera Manyara. Sesalci v parku so številni sloni in selitveni gnu, zebra, bivol, impala, gazela, jelen in eland. Videni plenilci so levi, ki plezajo po drevesih in leopardi. Najpogostejši plazilci so afriški pitoni, ki plezajo po drevesih kruhovec (Adansonia digitata). V parku je 550 gnezdečih vrst ptic, za katere je navedeno, da so največje število v katerem koli parku na svetu; v parku lahko opazimo orjaško dropljo (Ardeotis kori) (najtežja leteča ptica), masajski noj (največja ptica na svetu), talni kljunorožci, Agapornis personata, tkalec Histurgops ruficauda in škorec (Lamprotornis unicolor), ki so endemični za habitat savane. Nasipi termitov, pritlikavi mungi in pari Trachyphonus erythrocephalus so v parku pogosti prizori. Dostop do njega poteka po cesti z jugozahoda Aruše na razdalji 18 kilometrov. Letalske povezave so na voljo tudi z letališč v Aruši in Serengetiju.

### Narodni park gorovja Udzungwa
Narodni park gorovja Udzungwa s površino 1990 kvadratnih kilometrov je del gorovja Vzhodnega loka (ki obsega gorovje od hribov Taita v južni Keniji do vrzeli Makambako v južni osrednji Tanzaniji). Park se včasih imenuje afriški Galapagos zaradi edinstvenosti svojih divjih živali in obsega hribov, ki segajo med 250 metri in 2576 metri  vrh Lohomero, najvišjega v parku. Habitat parka zajema tropski deževni gozd, gorski gozd, miombo gozd, travnike in stepe. Park ima 30–40 odstotkov rastlinskih in živalskih vrst Tanzanije. Iz parka poročajo o več kot 400 vrstah ptic in 6 vrstah primatov. Ima drugo največjo biotsko raznovrstnost v narodnih parkih v Afriki. Vključen je na seznam 34 svetovnih žarišč biotske raznovrstnosti. Uvrščen je tudi med 200 eko regij WWF, ki so kritičnega pomena v svetovnem merilu. Zabeleženih je šest vrst primatov, od katerih jih je pet endemičnih. Rdečega kolobusa Udzungwa (Piliocolobus gordonorum) in Cercocebus sanjei najdemo le v narodnem parku gorovja Udzungwa; slednji je bil  priznan kot posebna vrsta šele leta 1986.

## Zavarovano območje Ngorongoro
Čeprav to ni narodni park, je bilo zavarovano območje Ngorongoro (NCA) s površino 8292 kvadratnih kilometrov, leta 1979 priznano s strani Organizacije Združenih narodov za izobraževanje, znanost in kulturo kot območje svetovne dediščine. Merila, navedena za to priznanje, vključujejo: (1) ključne dokaze, najdene v NCA, o človekovem razvoju in dinamiki človek-okolje (to merilo je bilo dodano leta 2010); (2) "osupljiva pokrajina" kraterja Ngorongoro, največje neprekinjene kaldere na svetu; (3) velika koncentracija prostoživečih živali NCA, vključno s 25.000 velikimi živalmi; in (4) spremembe podnebja, oblik tal in nadmorske višine NCA, kar ima za posledico več prekrivajočih se ekosistemov in ločenih habitatov.

## Varovanje
Krivolov in antropološki pritisk za zadovoljitev velikega povpraševanja po mesu prostoživečih živali je bil v Tanzaniji velik problem, saj so poročali o odstranitvi od 160.000 do 200.000 živali letno v 1990-ih. Vlada Tanzanije si je v sodelovanju z mednarodnimi agencijami za pomoč resno prizadevala, da bi omejila to težavo z uveljavitvijo zakonodaje o prostoživečih živalih ter iskanjem rešitev za konflikt med ohranjanjem prostoživečih živali in potrebami podeželskih skupnosti, ki so odvisne od teh virov. Akcije proti lovu so bile izvedene večkrat in turizem za ogled divjadi je bil uspešen na lahko dostopnem severnem območju divjih živali v državi. Lov na trofeje je prav tako zagotovil nekaj odloga za težavo, kar je pomagalo pri ustvarjanju prihodkov, na splošno na severnih, južnih in zahodnih območjih divjih živali.
Poročilo iz februarja 2020 o popisih prostoživečih živali, opravljenih oktobra 2018 in novembra 2018 v ekosistemu Selous-Mikumi, kaže, da so se populacije slonov, povodnih konj in zeber povečale in da je bil lov pod nadzorom.